# Mario Cabanes
Mario Cabanes Sabat, né le 6 janvier 1914 à Barcelone (Catalogne, Espagne) et mort dans la même ville le 25 octobre 2005, est un footballeur espagnol qui jouait au poste d'attaquant.

## Biographie
Mario Cabanes débute avec le FC Barcelone en 1933 à l'âge de 19 ans. La saison suivante, il joue 10 matches officiels et marque 2 buts. Il joue un total de 46 matchs avec Barcelone, remportant deux championnats de Catalogne (1935 et 1936). 
Avec Alejandro Morera et Elemér Berkessy, il forme l'attaque connue comme celle des "Trois Mousquetaires blaugranas".
Lorsque éclate la Guerre civile espagnole en juillet 1936, Cabanes part vivre en France où il joue avec le FC Metz. Il joue ensuite avec le Real Balompédica Linense, le Real Oviedo et enfin le CE Sabadell.

## Palmarès
Avec le FC Barcelone :
- Champion de Catalogne en 1935 et 1936